# 扭曲操作
扭曲操作（英文：Operation Twist）是美國聯邦儲備局的一種經濟政策，透過賣出短債及買入長債，降低長債利率，藉此勵銀行業向中小企放貸，從而刺激經濟。 
扭曲操作由美國經濟學家詹姆士·托賓於1960年代初設計，名稱來自當時流行的扭扭舞（Twist）。扭曲操作其後獲美國聯邦儲備局於1961年首次採用。當時聯儲局購入以五年期為主的40億美元長期美國國債，同時賣出短債，目的除了降低長債利率，更希望減少流失美國黃金儲備，但當年的成效不大。
2011年9月，美國聯邦儲備局第二次採用扭曲操作，希望能夠解決2000年代後期環球金融危機引起多年的經濟不景氣。